# Dival Malonga
Pour les articles homonymes, voir Malonga.
Dival Forele Malonga Dzalamou est un boxeur congolais (RC) né le 18 avril 1995 à Brazzaville.

## Carrière
Dival Malonga dispute les Jeux olympiques d'été de 2016 à Rio de Janeiro, où il est éliminé dès le premier tour dans la catégorie des poids super-légers.
Il est médaillé de bronze dans la catégorie des poids super-légers aux championnats d'Afrique 2017 à Brazzaville ainsi qu'aux championnats d'Afrique 2023 à Yaoundé.